# 隈根尻山
隈根尻山（くまねしりやま）とは、北海道樺戸郡月形町および浦臼町と石狩郡当別町との境にある標高971.4mの山。神居尻山、ピンネシリと並んで樺戸三山の1つに数えられ、樺戸山地を構成する山の一つである。

## 登山道
- 浦臼山コース

浦臼山を目指し、縦走して、隈根尻山に到達するコースがある。この場合、浦臼山に到達し、樺戸山に行き、隈根尻山の山頂につくこととなる。「熊出没注意」の看板がある。登山口から隈根尻山まで、登り3時間ほどの行程である。
なお、隈根尻山へは一番川道民の森キャンプ場から道民の森コースの登山道も整備されていた。しかし、2017年（平成29年）の大雨の影響により、一番川地区自然体験キャンプ場駐車場 - 登山口駐車場間の林道は車両通行制限がしかれ、さらに登山口から先の登山道（登山口 - 隈根尻山間）は崩落により2018年度（平成30年度）をもって廃道となった。道民の森（一番川地区）から登山口を経てピンネシリ方面へ徒歩で行くことは可能である。
また、待根山との間の登山道（隈根尻山 - 待根山間）も崩落により2018年度（平成30年度）をもって廃道となっている。

## 近くの山
- 樺戸山（890m）
- 浦臼山（718.2m）
- ピンネシリ山（1,100m）